# Sylvestra Le Touzel
Sylvestra Le Touzel (Kensington, 1958) è un'attrice britannica.

## Biografia
Attivi sul piccolo schermo sin dall'infanzia, Sylvestra Le Touzel ha recitato a lungo per la BBC, in film televisivi, miniserie e adattamenti televisivi di romanzi di Jane Austen. Versatile interprete teatrale, ha recitato per la Royal Shakespeare Company durante gli anni 1990, interpretando ruoli come Ofelia accanto all'Amleto di Mark Rylance e Viola ne La dodicesima notte. Inoltre ha recitato in numerosi classici moderni nel West End londinese, tra cui Un ispettore in casa Birling (Aldwych Theatre, 1993), The Audience con Kristin Scott Thomas (Apollo Theatre, 2015), The Prime of Miss Jean Brodie (Donmar Warehouse, 2018) e Pigmalione (Old Vic, 2023).
È sposata con Owen Teale dal 2001 e la coppia ha due figlie.

## Filmografia parziale

### Cinema
- Amazing Grace, regia di Michael Apted (2006)
- La felicità porta fortuna - Happy Go Lucky (Happy-Go-Lucky), regia diMike Leigh (2008)
- The Iron Lady, regia di Phyllida Lloyd (2011)
- Cloud Atlas, regia di Lana e Andy Wachowski e da Tom Tykwer (2012)
- Turner (Mr. Turner), regia di Mike Leigh (2014)
- Morto Stalin, se ne fa un altro (The Death of Stalin), regia di Armando Iannucci (2017)

### Televisione
- L'ispettore Barnaby (Midsomer Murders) - serie TV, episodi 3x04-13x05 (2000-2010)
- My Family - serie TV, episodio 4x07 (2003)
- Testimoni silenziosi (Silent Witness) - serie TV, episodio 8x03 (2004)
- The Inspector Lynley Mysteries - serie TV, episodio 4x03 (2005)
- Lewis - serie TV, episodio 5x19 (2011)
- Secret State - serie TV, 4 episodi (2012)
- The Thick of It - serie TV, episodi 4x03-4x17 (2012)
- Padre Brown (Father Brown) - serie TV, episodio 2x05 (2014)
- Delitti in Paradiso (Death in Paradise) - serie TV, episodio 4x07 (2015)
- Il giovane ispettore Morse (Endeavour) - serie TV, episodio 4x02 (2017)
- The Crown - serie TV, 4 episodi (2017-2018)
- Le indagini di Sister Boniface (Sister Boniface Mysteries) - serie TV, episodio 1x08 (2022)
- L'ispettore Dalgliesh (Dalgliesh) - serie TV, episodi 2x05-2x06 (2023)

## Doppiatrici italiane
- Angiola Baggi in The Crown
- Roberta Pellini in La felicità porta fortuna - Happy Go Lucky